# کریستینا کوکوویادو
کریستینا کوکوویادو (انگلیسی: Christina Kokoviadou؛ زادهٔ ۱۴ مهٔ ۱۹۹۴) بازیکن فوتبال اهل آلمان است.
وی همچنین در تیم‌های ملی فوتبال Greece women's national under-19 football team و Greece women's national football team بازی کرده‌است.